# Capitorostrum cocoës
Capitorostrum cocoës är en svampart som beskrevs av K.D. Hyde & Philemon 1991. Capitorostrum cocoës ingår i släktet Capitorostrum, divisionen sporsäcksvampar och riket svampar.   Inga underarter finns listade i Catalogue of Life.